# Jean Despeaux
Jean Despeaux est un boxeur et acteur français né le 22 octobre 1915 à Paris et mort le 25 mai 1989 à Largentière (Ardèche).
Champion olympique en poids moyens aux Jeux olympiques d'été de 1936, il devient professionnel et conquiert à plusieurs reprises le titre de champion de France professionnel des poids moyens pendant la Seconde Guerre mondiale.

## Biographie

### Origines
Jean Sylvain Despeaux naît le 22 octobre 1915 dans le 10e arrondissement de Paris.

### Carrière de boxeur
Jean Despeaux s'illustre dans la catégorie poids moyens aux Jeux olympiques d'été de 1936. Après son entame réussie dans la compétition, il bat Josef Hrubeš en quart de finale en attaquant son adversaire de la première à la dernière minute du combat. En demi-finale, il domine l'Argentin Raúl Villareal devant une salle presque vide, prouvant sa supériorité jusqu'à acculer son adversaire dans les cordes. Opposé au Norvégien Henry Tiller en finale olympique, il entame le combat sur la retenue. Plus précis que son adversaire, le Français fait la différence dans le corps à corps et par de petits gauches précis au corps. Champion olympique le même jour que Roger Michelot dans la catégorie des mi-lourds, il est le deuxième français médaillé dans ce sport après Paul Fritsch. Au lendemain de son succès, il fait la une du journal L'Auto.
En septembre 1938, pour son deuxième combat professionnel, Jean Despeaux écrase Jean Beslay, multipliant d'abord les coups au corps avant de mettre fin à l'affrontement par un décisif crochet du droit sur la pommette gauche de son adversaire. Le mois suivant, l'espoir français bat aux points le Belge Nestor Charlier. Le combat est néanmoins compliqué pour le champion olympique, blessé à la main droite dans la quatrième reprise, parfois à la limite de l'abandon comme lorsqu'il encaisse deux large crochets du gauche dans la sixième reprise.
En janvier 1939, Despeaux est la tête d'affiche d'une soirée de boxe organisée à la salle Wagram à Paris. Si certains supporteurs ont peur qu'il ait brûlé les étapes en affrontant l'expérimenté Victor Janas si tôt dans sa carrière, le boxeur français répond à ces craintes en démontrant une vitesse, un coup d'œil et une puissance pas vus jusque-là. Après avoir touché au menton son adversaire dans la troisième reprise, Despeaux souffre en fin de combat, boxant bouche offerte et à court de souffle.
En octobre 1941, Despeaux retrouve le Lyonnais Victor Buttin au Cirque d'Hiver après un premier match nul entre les deux boxeurs en août. Plus complet et en forme que son adversaire, il envoie Buttin au tapis dans la dixième reprise pour l'emporter finalement aux points. Un mois plus tard, dans une soirée exceptionnelle organisée au Vel' d'Hiv, Jean Despeaux rencontre pour la quatrième fois Assane Diouf,. Les deux hommes, pesés à 72 kilos, ont accepté de disputer le combat en quinze reprises, une première depuis le combat entre Marcel Thil et Carmelo Candel en 1934 à Roland-Garros. Grâce à un travail au corps et des enchaînements de coups dans les dernières reprises, Despeaux est déclaré champion de France professionnel des poids moyens, déclenchant l'enthousiasme des spectateurs,. Souvent critiqué pour sa garde classique, son allure raide et son dégoût de la bataille, le boxeur parisien est récompensé de ses efforts après ce qui est d'écrit par l'L'Auto comme « la plus belle performance de sa carrière professionnelle ».
Champion de la zone occupée, Despeaux rencontre le champion de la zone non occupée, le Toulonnais Joë Brun, au Cirque d'Hiver en janvier 1942. Surpris par la tactique de contre de son adversaire, le Parisien perd les premières reprises du combat et n'arrive pas à trouver la clef face aux remises de son adversaire. Si la deuxième partie du combat est équilibrée, Brun emporte la décision. En juin, Despeaux retrouve Joë Brun au Grand Palais. Attentiste en début de combat, le Parisien bloque les charges du Toulonnais et attaque en crochets. Au milieu du combat, plus puissant, il prend l'initiative en doublant ses coups et en plaçant des droites plongeantes. Despeaux touche son adversaire à l'arcade sourcilière gauche dans la dixième reprise avant de faire démonstration de sa boxe académique dans les deux dernières reprises. Les juges rendent une décision de match nul.
En novembre 1943, il retrouve de nouveau le ring du Grand Palais face à Georges Levasseur, un boxeur mi-lourds qui lui rend presque 5 kg et a une allonge supérieure à lui. Se dérobant, s'accrochant, reculant continuellement, Levasseur évite le combat pendant dix reprises, s'attirant les sifflets du public.

### Carrière d'acteur
Au cours de sa carrière sportive et ensuite, Jean Despeaux a également participé à plusieurs films en tant qu'acteur, dans des petits rôles, notamment dans les films L'assassin habite au 21 (1942) et Manon (1949) de Henri-Georges Clouzot.

### Mort
Il meurt le 23 mai 1989 à Largentière en Ardèche.

## Palmarès
Jeux olympiques d'été
- 1936 :  Médaille d'or dans la catégorie poids moyens[16].

Championnat de France professionnel
- Dans la catégorie des poids moyens :
  - de novembre 1941 à décembre 1942 (trois défenses de titre réussies)
  - de janvier 1944 à janvier 1945 (une défense de titre réussie)

## Filmographie
- 1942 : L'assassin habite au 21 de Henri-Georges Clouzot : Kid Robert, l'ancien boxeur aveugle
- 1943 : La Main du diable de Maurice Tourneur : le boxeur
- 1949 : Maya de Raymond Bernard : un marin
- 1949 : Le Parfum de la dame en noir de Louis Daquin : l'ancien boxeur interné
- 1949 : Manon de Henri-Georges Clouzot : le boxeur